# Kesznyéten
Kesznyéten là một thị trấn thuộc hạt Borsod-Abaúj-Zemplén, Hungary. Thị trấn này có diện tích 36,4 km², dân số năm 2010 là 1931 người, mật độ 53 người/km².